# Konrad Wirnhier
Konrad Wirnhier, född 7 juli 1937 i Pfarrkirchen, död 2 juni 2002 i Tegernsee, var en västtysk sportskytt.
Han blev olympisk guldmedaljör i skeet vid sommarspelen 1972 i München.